# Топлота
Топлота или топлотна енергија је физичка величина која се обично означава са Q. Основна јединица за топлотну енергију у Међународном систему јединица јесте џул, док се у нутриционизму користи јединица калорија (1 cal = 4,186 J). Она се мери калориметром и није особина тела, већ процеса. Топлота се може преносити између тела и система услед разлике у температури и зависи од масе m тела, специфичног топлотног капацитета c материје од које се тело састоји, те од температурне разлике Δt: {\displaystyle \Delta Q=c\cdot m\cdot \Delta t}. Пренос се одвија на више начина, као што су кондукција, радијација и конвекција.
Субјективни осећај топлоте добива се додиром с телима којима је температура виша (топло) или нижа (хладно) од температуре људскога тела. Топлота се објективно мери посматрањем деловања угрејаних тела на друга тела (калориметрија).

## Појам топлоте и температуре
Ако се стави рука у посуду с врућом водом и задржи неколико секунди, а затим је ставимо у посуду с топлом водом, учиниће се као да је та вода хладна. Ставимо ли руку у хладну воду и држимо је неколико секунди, а онда је уронимо у топлу воду, осећај ће бити као да је стављена у врућу воду. Одатле се види да људски осећај није меродаван за просуђивање стања некога физичког тела, то јест његове температуре.
Топлота и температура нису исто. То се може уочити из примера. У две по величини различите просторије ложи се пећ исте величине тако да троши иста количину горива на сат. Исходишне температуре просторија су различите. Већа просторија имаће нижу температуру, а мања вишу, иако је свака просторија, то јест ваздух у просторији, примио исту количину топлоте изгарањем једнаке количине горива. Два физичка тела могу имати исту количину топлоте, а различиту температуру. Да би већа просторија имала исту температуру као мања, мора се већој дати већа количина топлоте, то јест мора се потрошити већу количину горива. Одатле се види да два физичка тела могу имати исту температуру, али различиту количину топлоте.
Молекуларно-кинетичка теорија топлоте дефинише топлоту. Молекули у телима не мирују, него се налазе у сталном кретању, чија брзина може бити већа или мања. Бушењем, глодањем, стругањем и резањем помоћу алатних машина, као и код сваке обраде материјала алатом, ослобађа се топлота. Топлота настаје на основу утрошеног механичког рада, а и на рачун кинетичке енергије. Ударом чекића, који има кинетичку енергију, о наковањ ствара се топлота. Ту се кинетичка енергија не претвара само у топлоту него и у енергију звука и у механички рад потребан за деформацију тела. При судару два тела преноси се кретање, то јест кинетичка енергија с једног тела на друго. То не вреди само за велика тела него и за ситне честице, то јест молекуле. Кинетичка енергија чекића претвара се у кинетичку енергију молекула, то јест у њихово невидљиво кретање. Топлота је, дакле, кинетичка енергија молекуларног кретање.
Што се тело више греје, молекули се све брже крећу и имају све већу кинетичку енергију. Због тога се молекули међусобно удаљавају, па чврсто тело топљењем прелази у течно агрегатно стање. Течно тело загрејавањем прелази у гасовито агрегатно стање. Молекули воде даљим загрејавањем код врелишта одлазе у ваздух. Вода прелази у водену пару. Пара има толику кинетичку енергију да покреће парну машину. Колики је ступањ тога молекуларног кретања, исказује температура. Температура је ступањ топлотног стања тела и о њој зависи агрегатно стање тела.
Онај део науке о топлоти који се бави топлотом као једним обликом енергије и проучава претварање топлотне енергије у механичку радњу зове се термодинамика. Будући да је то претварање нарочито важно код гасова, то се термодинамика бави у првом реду топлотним променама код гасова.

## Количина топлоте
Да би се маса од 1 килограма воде угрејала на пламенику од 10 ° на 20 °, потребно је извесно време. За грејање 1 килограма воде на том пламенику од 10 ° на 30 ° биће потребно дуже времена. За грејање 2 килограма воде требаће двоструко дуже времена него за грејање 1 килограма воде. Дакле потребна количина топлоте за загрејавање воде је то већа што је већа маса воде и што се загрејава на вишу температуру. Према томе је:
{\displaystyle Q=m\cdot (t_{2}-t_{1})}
где је: Q - количина топлоте изражена у џулима (J), m - маса воде у килограмима (kg) и  - разлика температуре у целзијусима (°C).
Количина топлоте се мери као и сваку енергију у џулима. Међутим, још се употребљава као јединица топлоте килокалорија (kcal). 1 kcal је она количина топлоте која је потребна да се 1 килограм воде, код нормалног притиска ваздуха од 760 тора (1 атм), загреје од 14,5 ° на 15,5 °. То је због тога што количине топлоте за загрејавање 1 килограма воде, на пример од 12 на 13 ° или од 20 на 21 °, нису једнаке. Међутим разлике су тако мале да се у пракси узима да је за загрејавање 1 килограма воде за 1 ° потребна 1 kcal, без обзира код које се то температуре врши. Код грејања се мора топлота доводити, а код хлађења одводити. Килокалорија (kcal), одређена при 15 °, приближно је једнака 4,1855 килоџула (kJ).
За загрејавање 1 килограма жељеза требаће мање времена него за загрејавање 1 килограма опеке. За различите материје је потребна различита количина топлоте да би се 1 килограм те материје угрејао за 1 °. Количина топлоте у J или kcal која је потребна да се 1 kg неке материје угреје за 1 ° зове се специфична топлота или специфични топлотни капацитет, а означује се малим словом c.
Према томе, ако је за загрејавање 1 kg неке материје потребна специфична топлота c, онда је за загревање m kg те материје потребно c ∙ m. За загревање m kg материје од температуре  на температуру  потребна је топлота:
{\displaystyle Q=c\cdot m\cdot (t_{2}-t_{1})=c\cdot m\cdot \Delta t}

### Специфични топлотни капацитет
Специфични топлотни капацитет неких материја:
| Материја   |       |
| ---------- | ----- |
| вода       | 4 816 |
| уље        | 3 800 |
| алкохол    | 2 500 |
| лед        | 2 100 |
| алуминијум | 900   |
| стакло     | 800   |
| жељезо     | 460   |
| цинк       | 390   |
| бакар      | 380   |
| жива       | 140   |

Продукт c ∙ m, то јест количина топлоте која је потребна телу масе m kg да се загреје за 1 °, зове се топлотни капацитет физичког тела.
Како вода има велику специфичну топлоту, тешко се загрева. Загрејана вода садржи велику количину топлоте, што се налази велику примену у техници. Вода се употребљава као носилац топлоте код централног грејања и у парним котловима (генераторима паре).

## Преношење топлоте
Два физичка тела која имају исту температуру су у топлотној равнотежи. Тада између њих не постоји трансфер топлотне енергије. Када је једно тело топлије (има вишу температуру), јавља се трансфер топлотне енергије од топлијег ка хладнијем. Према другом закону термодинамике, пренос топлоте са хладнијег тела на топлије није могуће.
Пренос топлоте се може извршити на три могућа начина:
- кондукцијом када су два физичка тела у директном контакту
- конвекцијом када се топлота преноси преко неког посредника, нпр. флуида који струјањем преноси топлоту
- зрачењем када се топлота преноси између два удаљена физичка тела без посредства неког медијума